# FK Donji Srem
Maillots
Dernière mise à jour : 14 avril 2012.
Le Fudbalski Klub Donji Srem (en serbe : Фудбалски Клуб Доњи Срем), plus couramment abrégé en FK Donji Srem, est un club serbe de football fondé en 1927 et basé dans la ville de Pećinci.

## Histoire
Le club évolue en première division entre 2012 et 2015.

## Bilan sportif

### Palmarès
| Compétitions nationales                                 |
| ------------------------------------------------------- |
| - Championnat de Serbie D2 : - Vice-champion : 2011-12. |

### Bilan par saison
| Saison    | Championnat        | Championnat | Championnat | Championnat | Championnat | Championnat | Championnat | Championnat | Championnat | Championnat | Coupe de Serbie     |
| Saison    | Division           | Pos         | Pts         | J           | V           | N           | D           | BP          | BC          | Diff        | Coupe de Serbie     |
| --------- | ------------------ | ----------- | ----------- | ----------- | ----------- | ----------- | ----------- | ----------- | ----------- | ----------- | ------------------- |
| 2008-2009 | 4e Voïvodine-Ouest | 2e          | 75          | 34          | 23          | 6           | 5           | 68          | 17          | +51         | —                   |
| 2009-2010 | 3e Voïvodine       | 4e          | 50          | 30          | 16          | 2           | 12          | 44          | 30          | +14         | —                   |
| 2010-2011 | 3e Voïvodine       | 1er         | 62          | 30          | 18          | 8           | 4           | 49          | 19          | +30         | Seizièmes de finale |
| 2011-2012 | 2e                 | 2e          | 61          | 34          | 16          | 13          | 5           | 34          | 15          | +19         | Seizièmes de finale |
| 2012-2013 | 1re                | 11e         | 34          | 30          | 9           | 7           | 14          | 26          | 34          | -8          | Seizièmes de finale |
| 2013-2014 | 1re                | 12e         | 32          | 30          | 7           | 11          | 12          | 29          | 40          | -11         | Quarts de finale    |
| 2014-2015 | 1re                | 15e         | 26          | 30          | 6           | 8           | 16          | 25          | 42          | -17         | Seizièmes de finale |
| 2015-2016 | 2e                 | 14e         | 34          | 30          | 8           | 10          | 12          | 24          | 38          | -14         | Huitièmes de finale |

Légende
- Promotion en division supérieure.
- Relégation en division inférieure.

## Personnalités du club

### Présidents du club
- Milenko Đurđević
- Milan Aleksić

### Entraîneurs du club
| - Bogić Bogićević (2011 - 2013) - Vladimir Naić (2013) - Ljubomir Ristovski (2013) - Vlado Čapljić (2013 - 2014) | - Nenad Vanić (2014) - Zlatomir Zagorčić (2014 - 2015) - Nebojša Vučković (2015) - Zoran Govedarica (2015) | - Dušan Kljajić (2015 - 2016) - Tomislav Ćirković (2016 - 2017) - Nebojša Jovanović (2017 - ) |